# Léez
Ne doit pas être confondu avec Léès.
Le Léez ou Gros-Lées est un affluent de rive gauche de l'Adour, entre le Saget à l'est et le Broussau à l'ouest.
Cette rivière du Vic-Bilh prend naissance sur le plateau de Ger, coule vers le nord dans les départements des Pyrénées-Atlantiques et du Gers, puis se jette dans l'Adour en amont d'Aire-sur-l'Adour.

## Étymologie
Le Léez doit son nom à l'hydronyme pyrénéen Lez / Lis.

## Géographie
Le Léez se forme à hauteur de Sedzère dans les Pyrénées-Atlantiques. Il s'écoule vers le nord pour se jeter dans l'Adour dans le département du Gers, juste en amont d'Aire-sur-l'Adour (Landes). Sa longueur est de 56,2 km.

## Communes, cantons et départements traversés
- Pyrénées-Atlantiques : Sedzère, Lespourcy, Saint-Laurent-Bretagne, Abère, Gerderest, Monassut-Audiracq, Lussagnet-Lusson, Simacourbe, Lalongue, lannecaube, Burosse-Mendousse, Taron-Sadirac-Viellenave, Mascaraàs-Haron, Baliracq-Maumusson, Castetpugon, Garlin, Moncla ;
- Landes : Sarron ;
- Gers : Projan, Ségos, Lannux, Bernède, Barcelonne-du-Gers.

## Principaux affluents
- (D) l'Arriou Tort, en provenance de Lespourcy ;
- (D) ruisseau de Marchet, en provenance de Lespourcy ;
- (G) le Petit Lées, constitué à Coslédaà des :
  - Lasset, en provenance d'Audiracq ;
  - Laàs, en provenance de Boast (c'est lui qui est dénommé Lasset sur la carte de Cassini) ;
- (G) le Gabassot ou la Palu, à Castetpugon, en provenance de Sévignacq ;
- (D) l'Arcis, en provenance d'Armau ;
- (G) le Lesté, en provenance de Saint-Agnet ;
- (D) le canal de Bernède, 2 km de longueur, entre 1 100 et 1 800 l/s de débit, alimenté par l'Adour.

(D) rive droite ; (G) rive gauche.